# سرية خالد بن الوليد إلى بني جذيمة
سرية خالد بن الوليد إلى بني جَذيمة، وبنو جَذيمة بطن من قبيلة بني كنانة كانوا ببلدة يقال لها الغميصاء بأسفل مكة ناحية يلملم، وذلك في شهر شوال سنة 8 هـ، وهو «يوم الغميصاء».

## مجريات السرية
بعد فتح مكة أرسل النبي محمد ﷺ الصحابي خالد بن الوليد في سرية إلى بني جذيمة من قبيلة بني كنانة داعيا إلى الْإِسْلَام ولم يبعثه مقاتلا، فخرج فِي ثلاثمائة وخمسين رجلا مِن المهاجرين والأنصار وبني سليم فانتهى إليهم خالد، فَقَالَ : ما أنتم ؟ قَالُوا : مسلمون قد صلينا وصدقنا بمحمد وبنينا المساجد فِي ساحاتنا وأذنا فيها ! قَالَ : فما بال السلاح عليكم ؟ فقالوا : إن بيننا وبين قوم مِن العرب عداوة فخفنا أن تكونوا هُم فأخذنا السلاح ! قَالَ : فضعوا السلاح ! قَالَ : فوضعوه، فَقَالَ لهم : استأسروا، فاستأسر القوم، فأمر بعضهم فكتف بعضا وفرقهم فِي أصحابه، فلما كَانَ فِي السحر نادى خالد : مِن كَانَ معه أسير فليدافه ! والمدافة الإجهاز عَلَيْهِ بالسيف، فأما بنو سليم فقتلوا مِن كَانَ فِي أيديهم - وكانت بين سليم وكنانة عداوة في الجاهلية، وأما المهاجرون والأنصار فأرسلوا أساراهم ولم يقتلوهم، فبلغ النَّبِيّ صَلَّى اللَّهُ عَلَيْهِ وَسَلَّمَ ما صنع خالد، فَقَالَ : 
| سرية خالد بن الوليد إلى بني جذيمة | اللهم إني أبرأ إليك مما صنع خالد ! | سرية خالد بن الوليد إلى بني جذيمة |

 وبعث عَلِيّ بْن أَبِي طالب فودى لهم قتلاهم وما ذهب منهم ثُمَّ انصرف إلى رَسُول اللَّهِ فأخبره.
وتقول إحدى نساء بني جذيمة في رثاء من قتل من قومها: